# المهروم (حزم العدين)

تعديل مصدري - تعديل

المهروم محلة تابعة لقرية قهنات، التابعة لعزلة حقين بمديرية حزم العدين إحدى مديريات محافظة إب في الجمهورية اليمنية، بلغ تعداد سكانها 37 حسب تعداد اليمن لعام 2004.